# سامانه‌های کنترل از راه دور رایانه
سامانه کنترل از راه دور رایانه یا ریموت دسکتاپ (به انگلیسی: Remote Desktop Services) در واقع سامانه دسترسی به رایانه از راه دور است که به کاربر اجازه می‌دهد تا از راه دور به هر رایانه‌ای که توسط شبکه و یا اینترنت و از طریق پروتکل RDP قابل دسترسی باشد متصل شده و کنترل آن سیستم را به‌دست گیرد؛ به‌مشابه آن که کاربر به‌صورت فیزیکی پشت همان سیستم نشسته باشد. در این نوع ارتباط از راه دور، نوع سیستم‌عامل‌های مبدا و مقصد مهم نیست.
این سرویس ابتدا در سیستم عامل ویندوز سرور ۲۰۰۸  به این نام شناخته شد؛ اما در نسخه‌های پیشین ویندوز سرور به نام ترمینال سرویس (Terminal Services) معروف است.

## پروتکل دسترسی به رایانه از راه دور
پروتکل دسترسی به دسکتاپ از راه دور (به انگلیسی:Remote Desktop Protocol) می‌توان گفت نوعی پروتکل چند کاناله است که امکان ارتباط با سایر رایانه‌های بر پایه همین پروتکل را برای کاربر فراهم می‌کند. این پروتکل توسط کمپانی مایکروسافت و برای سیستم‌عامل‌های ویندوز (و به‌خصوص ویندوز سرور) طراحی و توسعه یافته شده است؛ اما استفاده از این پروتکل تنها به سیستم‌عامل های ویندوز بسته نیست و در بسیاری از سیستم‌عامل‌های دیگر (نظیر لینوکس و مکینتاش) امکان برقراری ارتباط و نیز ارائه سرور وجود دارد.  پروتکل دسترسی به دسکتاپ از راه دور برای حمایت از توپولوژی های شبکه ای مختلف از جمله شبکه دیجیتالی خدمات یکپارچه (ISDN) یا تعداد زیادی از پروتکل‌های شبکه محلی(LAN) از جمله نت بایوس(NetBIOS)،قرارداد هدایت انتقال(TCP/IP)طراحی شده‌است. این پروتکل به‌صورت پیشفرض بر روی پورت ۳۳۸۹ قرار دارد، اما امکان تغییر آن نیز وجود دارد. 
علاوه بر این موارد ، فناوری پروتکل دسترسی به رایانه از راه دور، ویژگی های امنیتی دیگری مانند احراز هویت چند عاملی (MFA) و رمزگذاری ترافیک RDP را با استفاده از پروتکل TLS (امنیت لایه های انتقال) ارائه می دهد. اما برای چالش های امنیت سایبری ، راه حل کاملی وجود ندارد.